# Károlyi-kastély (Nagymágocs)
A nagymágocsi Károlyi-kastély a 19. században, eklektikus és neobarokk stílusban épület kastély Nagymágocson, Csongrád-Csanád vármegyében. A kastélyt a Károlyi családba tartozó Károlyi Imre építtette. A kastélyt Viktor Siedek, a hozzátartozó épületek egy részét Ybl Miklós tervezte. Az összes épületek eredeti állapotban maradt meg, jóllehet a kastélyhoz az idők folyamán hozzáépítettek, és egyes részeit lebontották. A kastélyt 41 hektáros gondozott park öleli körül, mely a parképítő művészet remekei közé tartozik; 18. századból származó barokk szobrok díszítik. Az angol kert kiemelkedő értékei a ritka őstölgyek és fenyőfélék, de itt áll az 1883-ban épült egytornyú, neoromán stílusú, egyhajós, hossz-házas, római katolikus templom is. A turisztikai vonzerőt növeli a kastélyhoz tartozó, 10 hektáros tó is.  Napjainkban a Károlyi-kastély szociális otthonként működik.

## A kastély története

### 16. század
Nagymágocs területe a 16. század második felében az innen elszármazó, majd országos szerepet játszó Mágochy család birtokát képezte. Mágochy főkapitány, Heves, Külső-Szolnok, Bereg és Torna vármegyei főispán halála után unokaöccse, I. András, majd annak fiai, II. Gáspár és II. Ferenc örökölték az uradalmat. Mágochy II. Ferenc Torna és Bereg vármegyék főispánja volt, valamint Felső-Magyarország főkapitányi posztját töltötte be.
Nagymágocsot a hódoltság idején tatár csapatok teljesen elpusztították 1596-ban. Nagymágocsból ekkor puszta lett, és a Mágochy II. Ferenc halálával férfiágon kihalt famíliáról Mágochy Dorottya férjének családjára, a Medgyesegyházai Móriczokra szállt.

### 17. század

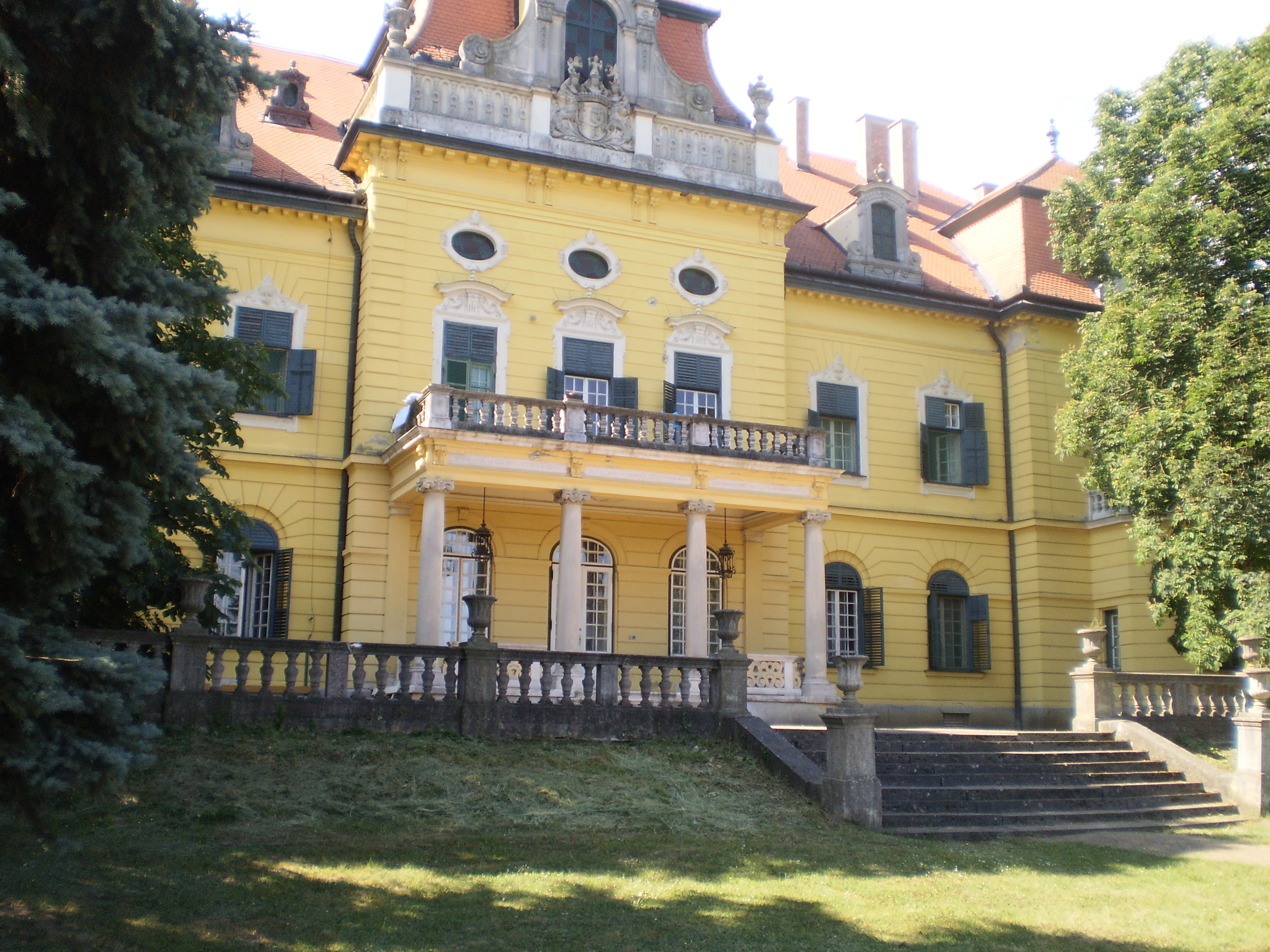
A kastély egy része

A 17. század elején Móricz Zsigmond tulajdonát képezte a terület, akitől 1621-ben hűtlenség miatt Bethlen Gábor fejedelem elkobozta birtokait. 1640-ben az időközben elhunyt Móricz Márton veje, Keglevich Miklós ónodi várkapitány visszakapta Mágocspusztát, amelyet azután bérbe adott a vásárhelyieknek.
A helység a török hódoltság végéig kétszer is újratelepült, mert előbb magyar lakosok költöztek ide, majd nekik azonban 1625 körül menekülniük kellett. A magyarok után 1677-ben néhány szerb család telepedett le a környéken. A szerbek sem lakták hosszú ideig Mágocsot, ugyanis 1687-ben a visszavonuló török csapatok felégették a helységet.
A hódoltság után a Keglevich grófok rendelkeztek a terület felett. Azonban Keglevich grófoknak az Újszerzeményi Bizottság nem igazolta a tulajdonjogát, és I. Lipót király Mágocspusztát 1702-ben Schlick-nek adományozta a csongrádi és a vásárhelyi uradalom részeként.

### 18. század
1722-ben Schlick családtól a területet megkapta a Károlyi család. A Károlyiaknak ekkoriban alakult ki, a kiterjedt alföldi birtokrendszere, és a gróf a csongrádi és a vásárhelyi uradalom mellett további birtokokat vásárolt meg:
Csongrád, Csanád és Békés vármegye területén.
A Károlyi család az addig a vásárhelyi lakosok által bérelt Mágocs területét hamarosan házi kezelésbe vonta. A puszta 1748-ban már kizárólag uradalmi gazdálkodási célokat szolgált, amelynek - ahogy akkor mondták - intézője, vagy jószágkormányzója Szendrey Júlia apja Szendrey Ignác volt. Károlyi Sándor 1743-as halála után egyetlen élő fia, Károlyi Ferenc lett a hatalmas uradalmak tulajdonosa. Az 1771-es úrbéri vizsgálat tanúsága szerint ekkor már ismét a vásárhelyiek bérelték közlegelő céljára a Károlyi-birtok jelentős részét, amely ekkor már Ferenc gróf fiának, Károlyi Antal tábornoknak a tulajdonát képezte.
Antal gróf 1791-ben bekövetkezett halála után fia, József örökölte a csongrádi és a vásárhelyi uradalmat, majd 1803-ban bekövetkezett halála után kiskorú gyermekeire, I. Istvánra, I. Lajosra és I. Györgyre szállt a vagyon.
Amikor 1827-ben nagykorúvá nyilvánították a fivéreket, az addig közösen kezelt családi birtokokat is felosztották egymás között. A csongrádi és a vásárhelyi uradalomból a mágocsi rész amelyet Külső-Derekegyházának neveztek Lajos gróf tulajdonába került. Belső-Derekegyháza  (a mai Derekegyház) és az ottani kastély Károlyi I. Istváné-é lett.
A Károlyi grófok első mágocsi kúriája nem tudni pontosan, hogy mikor épült fel, a rezidencia első említése Károlyi Lajos birtokossága idején, 1855-ben történt Palugyay leírásában. A parkban található, talapzatának évszáma szerint 1771-ből származó "Négy évszak" szoborcsoport másodlagos elhelyezésű. A leírásban a rezidenciához tartozó kiterjedt vadaskertről is említés történt. A mára lebontott régi kúria a jelenlegi kastély és a tóparti ház között állt.

### 19. század
A 19. század közepén Mágocsnak hívták és I. Lajos gróf alföldi birtokainak központja volt. A faluban 20 uradalmi gazdasági épület állt, amelyek közül többet Ybl Miklós tervezett, így 1848 és 1849-ben az uradalmi irodákat (jelenleg községháza), 1853-ban a számvizsgáló házát (jelenleg plébánia), és 1856-ban a Nagy magtárat. (A nagy magtár homlokzati rajzát és alaprajzát közölték a mágocsi uradalomról 1860-ban kiadott könyvben is.)
Az 1850-es években már az itteni uradalom több holdas terület is tartozott:
- Árpádhalom,
- Lajosszállás,
- Lajostanya,
- Lászlótelek,
- Tompahát, és
- Zoltántérmajor is.

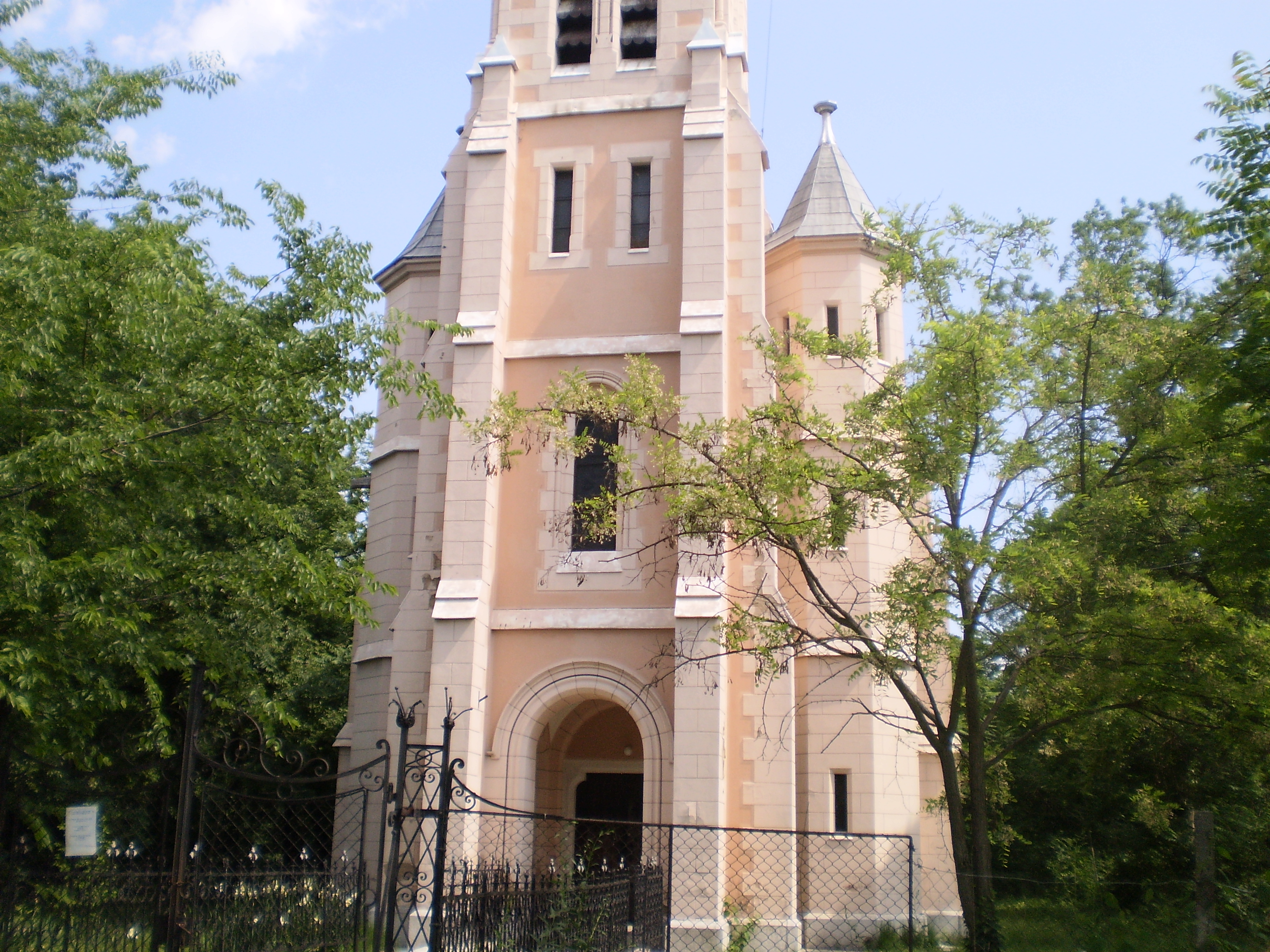
A neoromán stílusú római katolikus templom bejárata.

A mágocsi uradalom mintagazdasággá fejlesztése Klauzál Imre (A jószágkormányzó Klauzál Gábornak, a Batthyány-kormány ipari és kereskedelmi miniszterének a bátyja volt.) jószágkormányzó nevéhez fűződik, aki a 19. század egyik legkiválóbb gazdasági szakemberének számított. Amikor Klauzál Imre 1838-ban átvette németújvári gróf Batthyány Kázmér uradalmainak irányítását, utóda Szendrey Ignác lett, aki tovább fejlesztette a birtok gazdálkodását, amelynek következtében a mágocsi uradalom az 1850-es évekre országos hírű mintagazdasággá vált. A kiváló jószágkormányzó lánya volt Szendrey Júlia, aki a híres Petőfi Sándor költő felesége volt. A szabadságharc bukása után Szendrey unokája, Petőfi Zoltán itt nevelkedett egy évig. A grófi család Szendrey 1853-as nyugalomba vonulása után is igényt tartott a volt jószágkormányzó tanácsaira, aki időről időre körbejárta I. Lajos gróf uradalmait, és iránymutatással szolgált az uradalmak továbbfejlesztésére vonatkozóan.
Károlyi Lajos 1863-ban bekövetkezett halála után fia, Alajos gróf örökölte a mágocsi uradalmat. A földbirtokos 1871-ben az uradalom népesebb majorjaiban iskolákat alapított, a cselédség gyermekei számára.

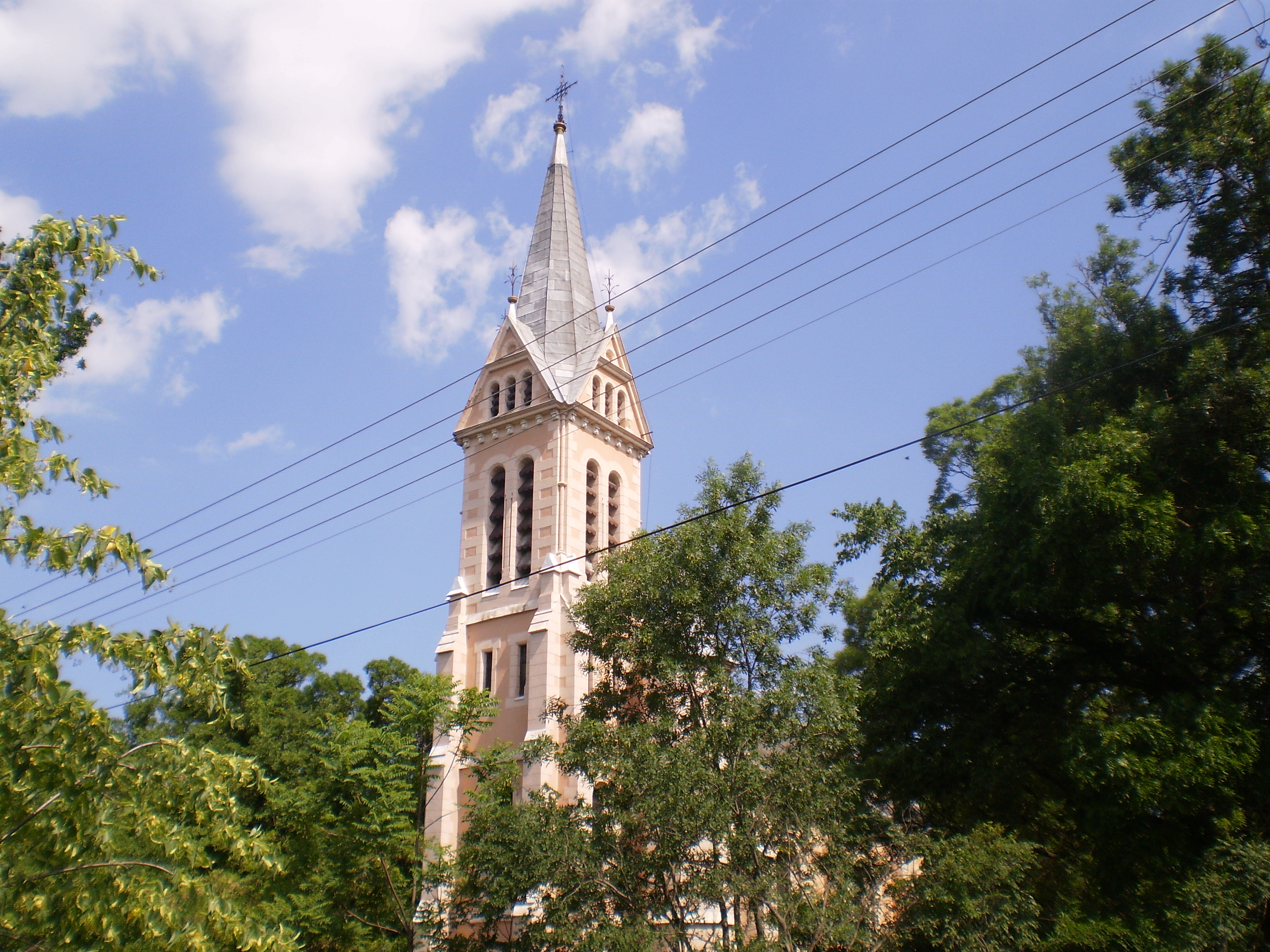
A neoromán stílusú római katolikus templom tornya

Károlyi Alajos 1883-ban új, neoromán stílusú római katolikus templomot emeltetett Nagymágocson Szent Alajos tiszteletére.
Károlyi Alajos 1889-ben bekövetkezett halála után idősebb lánya, Károlyi Zsófia grófnő örökölte a mágocsi uradalom nagyobb részét és a rezidenciát, második lánya, Ferdinanda (Nandine) grófnő az árpádhalomi, a zoltántéri és a szendreymajori birtokrészeket kapta meg, míg fiára, II. Lajosra a Pozsony vármegyei, Stomfa és a Nyitra vármegyei Tótmegyer uradalmai és kastélyai szálltak rá. Károlyi Zsófia 1896-ban másod unokatestvérével Károlyi György gróf unokájával , Károlyi Imrével kötött házasságot.
A házaspár röviddel az esküvő után, 1896 és 1897-ben új, historizáló, döntően neobarokk formaelemeket tartalmazó kastélyt építtetett Nagymágocson. Az épület eredeti tervrajzai, dokumentációi nincsenek meg, az osztrák Architekten Lexikon, Wien 1880-1945. szerint Viktor Siedek bécsi építész tervezte, aki a közeli Csorváson, Pósteleken, Kistapolcsányon, Budapesten és szerte az egykori Nagy-Magyarországon számtalan neves megrendelőknek dolgozott. Tervezett palotákat, templomokat és villákat egyaránt.

### 20. század
A kastély felépítése után a belsőépítészeti munkálatok elhúzódtak, a könyvtárterem kandallójának fa felsőrésze, amelynek készítője Damjanovics László budapesti műbútorasztalos a belevésett dátum szerint 1902. április 24-én készült el, és a rezidencia falikútjait és csapjait Knuth Károly készítette el.

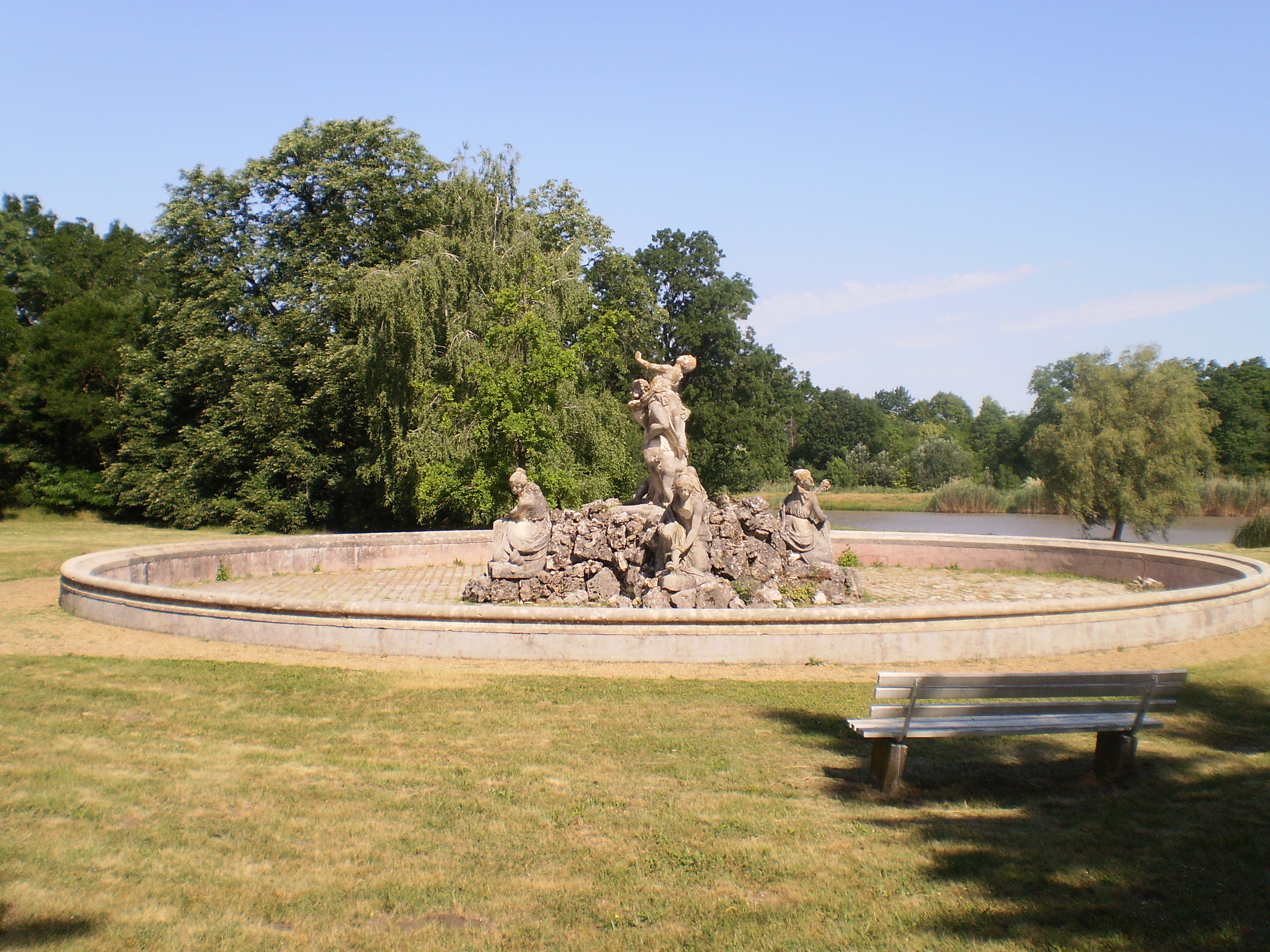
"Szabin nők elrablása" szökőkút. A szökőkutat ma már nem üzemeltetik

A grófi család 1910-ben a kastély első emeletén a magyar gyakorlatban egyedülálló módon, kápolnává alakíttatta át, mivel elsőszülött fiukat, a 8 éves korában elhunyt Károlyi Tibort ott ravatalozták fel, és emlékét ily módon kívánták megőrizni.

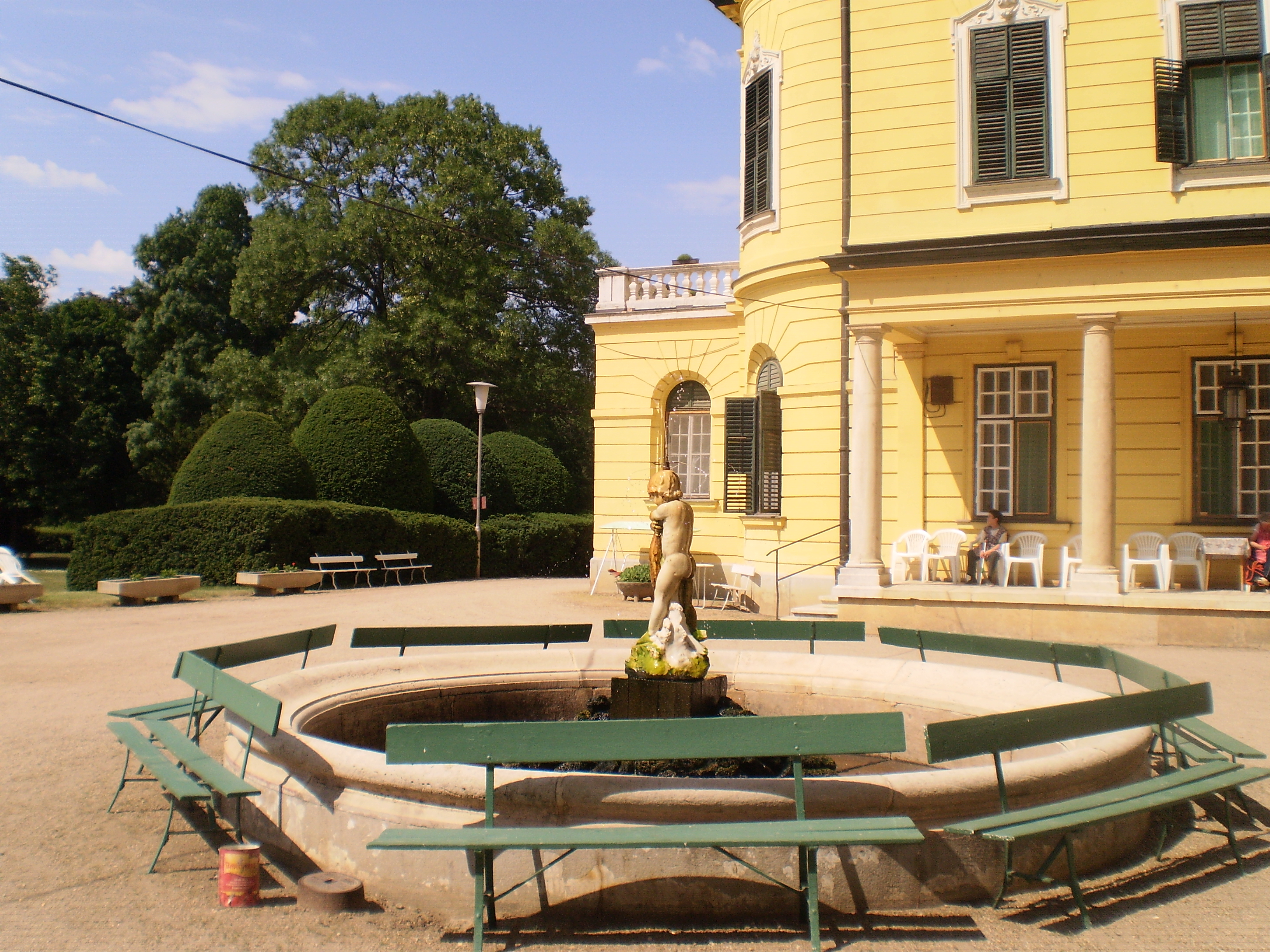
A "Kisfiú hallal" szökőkút

A kápolna padlózatát és oldalfalait fehér és fekete márványlapok burkolják, mennyezete stukkódíszítést kapott, és közepén egy lépcsővel ellátott fehér márvány oltár áll. A kápolna eredeti berendezéséhez két fotel is tartozott, jobb oldali falánál pedig gróf Károlyi Tibor, bal oldali falánál gróf Károlyi Imréné életnagyságú, carrarai márványból készült szobra áll.A Károlyiak a kápolna kialakításának munkálatai idején felvették a kapcsolatot a püspökséggel a házikápolna nyilvános jellegűvé tétele tárgyában, amelyet V. Pius pápa később engedélyezett is. A rezidenciát kezdettől fogva a legmodernebb technikai vívmányokkal látták el:
- először gázvilágítást alakítottak ki benne, majd az,
- 1910-es években a gőzgéppel működő saját áramfejlesztő-telep létrehozása után a villanyvilágításra tértek át.

A kastélyparkban több szobrot, és szoborcsoportot helyeztek el. A szobrok közül a legnagyobb a "Szabin nők elrablása" szökőkút, amelynek eredetije Párizsban látható. Az udvari részen a "Kisfiú hallal" szökőkút kapott helyet, és a park ezen részén található a "Négy évszak" szoborcsoport is, amelynek talapzatára az 1771-es évszám van felvésve. Ugyanekkor készülhetett el a különálló női alakot ábrázoló szobor is, amelynek az egykor koszorút tartó kezét mára letörték. A parkban azonban volt egy hatodik szobor is, amely "Nimród" alakját mintázta meg. A kastélypark tava mellett álló kör alaprajzú filagória közepén is volt egykor szobor. A szobrot 1945-ben összetörték. A parkban 1966-ban egy új szobrot is elhelyeztek. Károlyi Imre lányát, Károlyi Consuelót Ifjabb Horthy Miklós vette feleségül. A házaspárnak két gyermeke született. Azután, hogy Károlyi Consuelo és Ifjabb Horthy Miklós elváltak, a volt férj nem tehette be a lábát a kastélyba, csak a parkban találkozhatott lányaival. Károlyi Imre kedvenc virága az orgona volt, és orgonavirágzás idején mindig le is jött a család Pestről Nagymágocsra. Károlyi Imre a kertészkedés is az időtöltései közé tartozott, és a park fáit saját kezűleg metszette. A gróf a faluban tejgazdasági részvénytársaságot is hozott létre. Károlyi az I. világháború után a harcokban elesett katonák özvegyeinek földet osztott, a hazatérő katonáknak pedig "vitézi telkeket" juttatott el.
A kastély személyzete Károlyi Imre idejében tizenkét főből állt, és mindenki pontos munkabeosztás szerint dolgozott, és a rezidencia élete főként az őszi nagy vadászatok idején élénkült meg, ekkor előkelő külföldi vendégekkel népesült be a kastély, és néhány alkalommal Horthy Miklós kormányzó is vadászott itt.
A Károlyiak 1910-ben a nagymágocsi templom szentélye alá új családi sírboltot építettek, és amelyre szintén gróf Károlyi Tibor halála miatt került sor, akit először a szentély bal oldalánál levő helyiségben temettek el, amelyhez viszont a püspök nem járult hozzá. Ezért készült el a kezdetben teljesen márványburkolatú (ma már csak márványpadlójú) új kripta. A kriptába helyezték el az 1942-ben repülőszerencsétlenségben elhunyt Ifjabb gróf Károlyi Gyulát, valamint édesanyja, gróf Károlyi Imréné koporsóját is. Sokáig tartotta magát az a legenda, amely szerint a templom kriptáját és a kastély pincéjét titkos alagút köti össze. A birtokon valóban találtak is több földalatti helyiséget a környéken, ezek azonban régi ciszternák és más célú üregek voltak. Azonban 1955-ben körül rábukkantak az első Károlyi-rezidencia pincéjére is. Imre gróf 1943-ban hunyt el, ekkor koporsóját a nagymágocsi kriptában nyugvó családtagok földi maradványaival együtt a második bécsi döntéssel Magyarországhoz visszacsatolt Szatmár vármegyei Nagykárolyba, az ősi birtokra szállították, majd valószínűleg a kaplonyi családi sírboltban helyezték örök nyugalomra. A földbirtokos halála után harmadik fia, Károlyi Viktor vette át a mágocsi uradalom irányítását egy rövid időre.

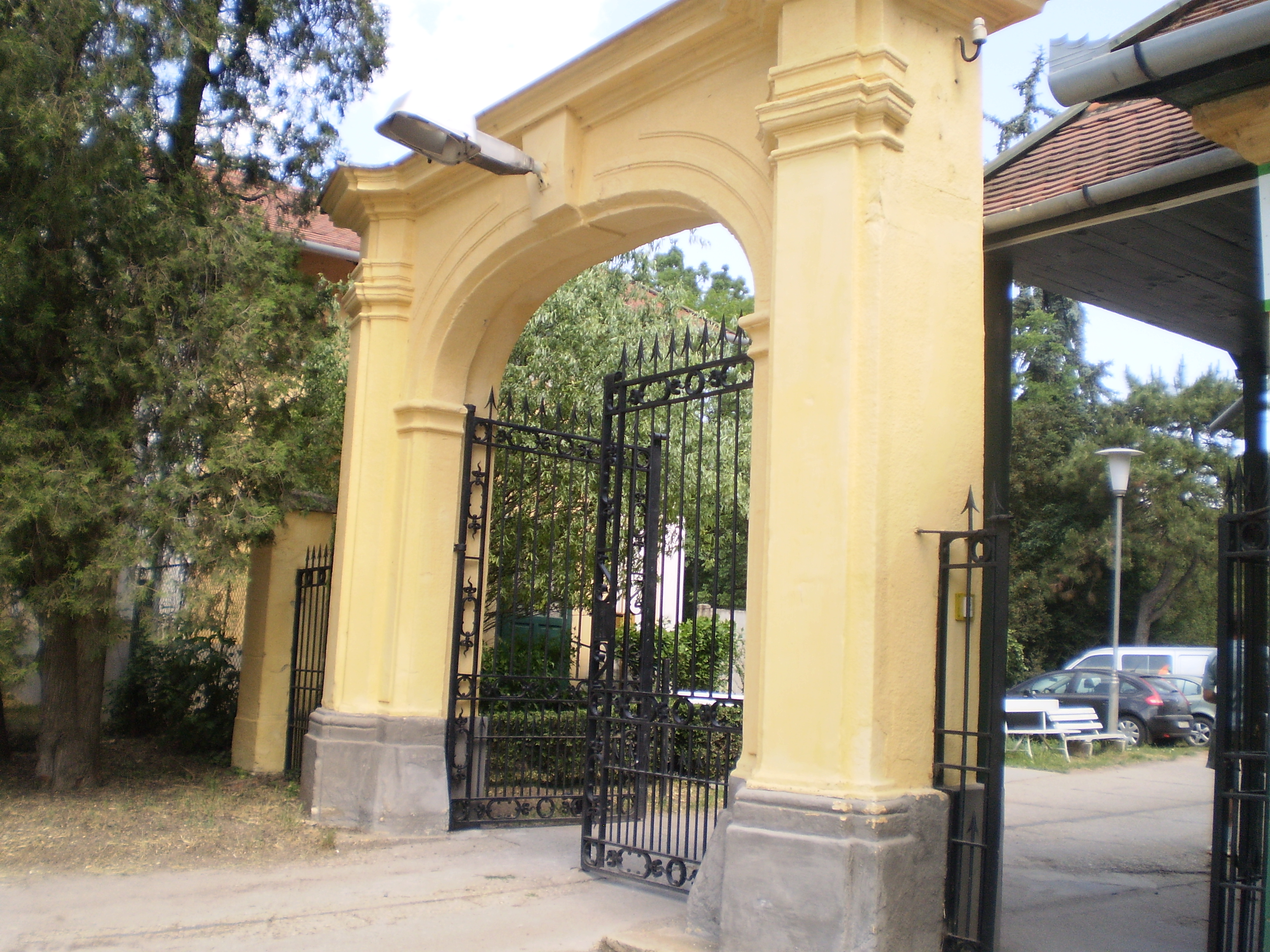
A kastély kapuja.

A II. világháború végén a grófi család elmenekült, a gazdátlan kastély berendezését nagyrészt elhordták, a könyvritkaságokat eltüzelték a kandallóban. 1944 nyarán a front közeledtével a kastélyban a Magyar Királyi 113. sz. tábori (kötöző) kórházat helyezték el az épületben. 1945-ben az állam a megmaradt bútorokat, festményeket, és egyéb műtárgyakat lefoglalta, majd:
- Szentesre,
- Sárospatakra, és
- Egerbe szállíttatta.

Napjainkban ezen városok múzeumaiban lelhetőek fel az eredeti berendezés megmaradt darabjai.

### Napjainkban

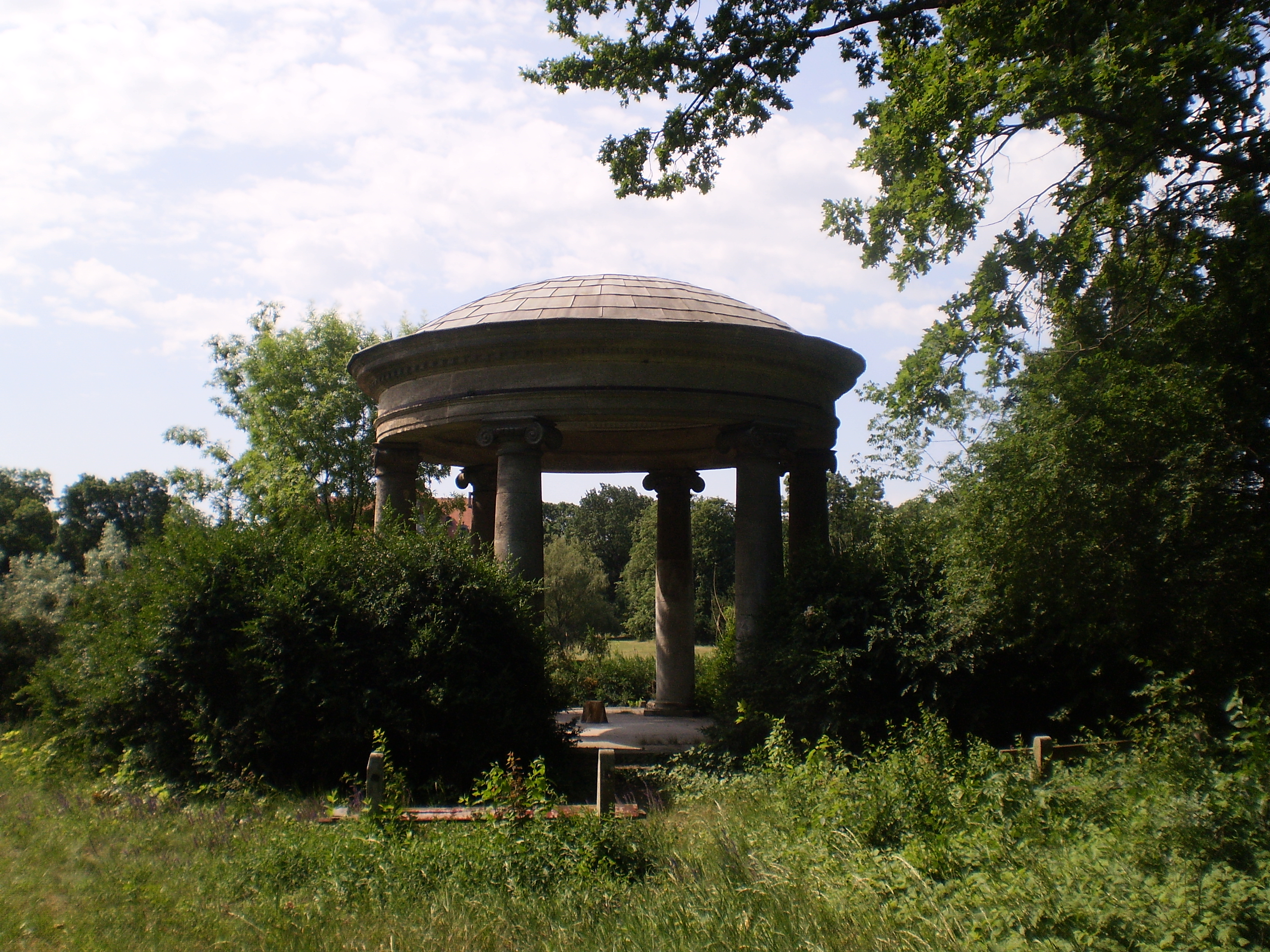
A nagymágocsi Károlyi-kastély filagóriája

Az államosítás után a kastélyban előbb a Csepel Vas- és Fémművek üdülője, majd görög szabadságharcosok szállása volt. Később a Csongrád megyei Tanács Szociális Otthonát helyezték el az épületben, amely 150 férőhellyel rendelkezett. Napjainkban is a Csongrád-Csanád Vármegyei Közgyűlés Kastélyotthona (szociális otthona) működik falai között. 
Az épületben ma is szinte eredeti állapotában látható:  
- a fogadóterem,
- a hall,
- a kápolna,
- a két ebédlő,
- a télikert,
- a folyosók egy része. A rezidenciának eredetileg négy lépcsőháza volt, egy fa csigalépcsőt azonban az 1970-es években elbontottak. 1993-ban a kastélyban komoly felújítást végeztek, ólmozott üvegablakainak rekonstrukcióját Kovács Júlia és Szilágyi András üvegművészek végezték.

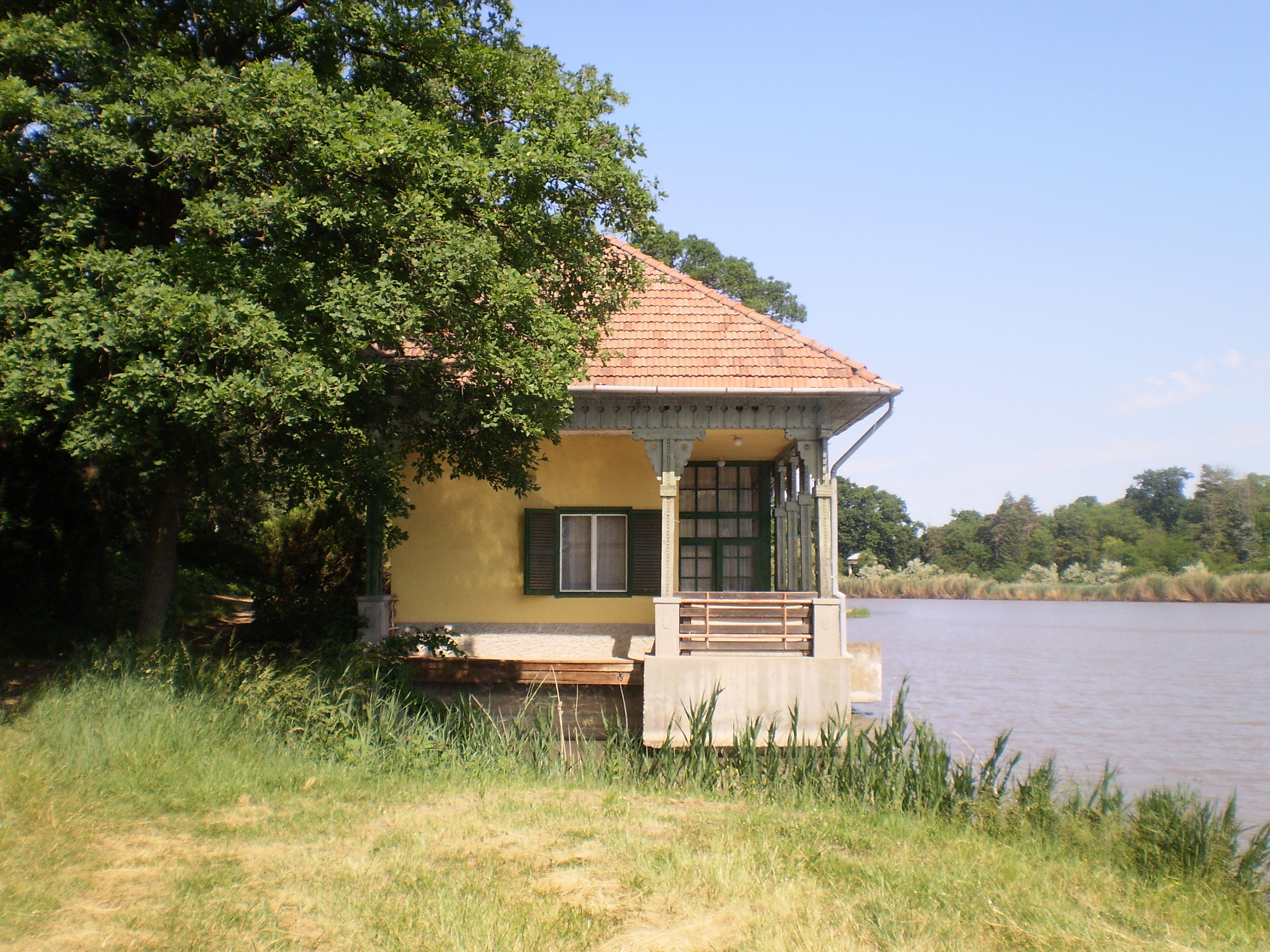
A csónakház, és a halastó egy része.

Az egykori angolparkot mára jelentősen átalakították, új sétányokat építettek ki benne, és új fákat (főként fenyőket) telepítettek bele. Napjainkban a park területe 40 hektárt tesz ki, és a 10 hektáros tó is megvan benne. A kastély növényei közül a lucfenyők, a mamutfenyők, a tiszafák és a tuják érdemelnek említést. 
Ma is állnak a kastély egykori melléképületei és a park építményei is. Ezek az épületek:
- az istállók,
- a csónakház,
- a kapusház,
- a filagória,
- a két szökőkút.

## Megközelítése
A kastély és parkja a Nagymágocs főutcájaként húzódó 4406-os út mellett fekszik a község nyugati szélén, így ezen az úton érhető el Szentes és Orosháza irányából is. A Nagymágocs-Derekegyház közti 4405-ös út felől a 44 114-es út vezet idáig. Szeged-Hódmezővásárhely irányából vagy Székkutas, vagy Derekegyház érintésével érhető el, a két útvonal hossza alig különbözik egymástól, bár a Székkutas felőli útvonal valamivel egyszerűbb, és kevesebb belterületi szakaszt érint.

## Érdekességek
- Itt forgatták a HHhH – Himmler agyát Heydrichnek hívják (2015) című film egyes jeleneteit